# Бонкі (Лодзинське воєводство)
Бонкі (пол. Bąki) — село в Польщі, у гміні Задзім Поддембицького повіту Лодзинського воєводства.
Населення — 120 осіб (2011).
У 1975-1998 роках село належало до Серадзького воєводства.

## Демографія
Демографічна структура станом на 31 березня 2011 року:
|          | Загалом | Допрацездатний вік | Працездатний вік | Постпрацездатний вік |
| -------- | ------- | ------------------ | ---------------- | -------------------- |
| Чоловіки | 57      | 11                 | 41               | 5                    |
| Жінки    | 63      | 16                 | 28               | 19                   |
| Разом    | 120     | 27                 | 69               | 24                   |